# Малагский парк
Малагский парк (исп. Parque de Málaga) — парк в центре Малаги, столицы одноимённой андалусской провинции, в стиле Возрождения и барокко. Средиземноморский парк с многочисленными субтропическими растениями и многочисленными скульптурами располагается между площадью Марина на западе и площадью Генерала Торрихоса на востоке, где находятся госпиталь Нобла и арена Ла-Малагета. К северу вдоль Малагского парка располагаются примечательные здания Малаги: дворец Адуана, Дом почты, где в настоящее время размещается ректорат Малагского университета, здание мэрии Малаги, сады Педро Луиса Алонсо и Малагская алькасаба. К югу от парка находится Малагский порт. Парк появился в 1896 году по настоянию председателя совета министров Антонио Кановаса дель Кастильо вдоль одноимённого бульвара, являющегося продолжением на восток проспекта Аламеда-Принсипаль. Посадки в парке начались в 1899 году.